# Amsoldingen
Amsoldingen ist eine Einwohnergemeinde im Schweizer Kanton Bern. Sie gehört zum Verwaltungskreis Thun. Das Dorf liegt am Ufer des Amsoldingersees und ist ca. 5 km von Thun entfernt.
Amsoldingen ist bekannt für die Kirche Amsoldingen, die grösste ottonische Basilika der Gegend. Von 1728 bis 1738 wirkte hier als Pfarrer Samuel Lutz.
Aus der im Dorf ansässigen Käserei stammt der Amsoldinger Käse, ein halbhartes Rohmilchprodukt, das geschmacklich an den Emmentaler erinnert.

Historisches Luftbild von Werner Friedli von 1952

## Wappen und Fahne
Das Wappen und die Fahne zeigen eine gotische Gurtschnalle aus Gold auf blauem Grund. Dies war das Familienwappen derer «von Amsolt». Die Gemeinde Amsoldingen führt das Wappen seit 1955.

## Politik
Die Stimmenanteile der Parteien anlässlich der Nationalratswahl 2023 betrugen: SVP 44,9 % (+2,5 %), SP 14,7 % (+1,2 %), Mitte 8,2 % (−0,6 %), glp 8,1 % (−2,5 %), GPS 7,8 % (−3,0 %), EDU 5,2 % (+2,6 %), FDP 4,7 % (+0,1 %), EVP 3,1 % (+0,1 %).

## Abwasser
Zur Reinigung des Abwassers wurde die Gemeinde an die ARA Thunersee in der Uetendorfer Allmend angeschlossen.

## Sehenswürdigkeiten
- Die ehemalige Stiftskirche St. Mauritius, heute als Kirche Amsoldingen bekannt.[8]
- Schloss Amsoldingen
- Fundort von römischen Grabschriften[9]. Darunter ist ein Goldschmied aus Lydien in Kleinasien.[10]

|  |

## Persönlichkeiten
- Johannes Haller der Jüngere (1523–1575), evangelischer Theologe und Reformator in Bern
- Wolfgang Haller (1525–1601),  protestantischer Pfarrer, Kirchenverwalter und Autor von Wettertagebüchern